# Death 'n' roll
Death 'n' Roll (não confundir com Death rock, um subgênero do rock gótico) é um termo usado para descrever o som de bandas de death metal que incorporam elementos e riffs do hard rock e Rock and roll nas suas músicas.

## Bandas do gênero
- Angelizer
- Como Muertos
- Entombed
- Gorefest
- Helltrain
- Phazm
- Six Feet Under
- Carcass
- 9000 John Doe